# Karsten Thormaehlen

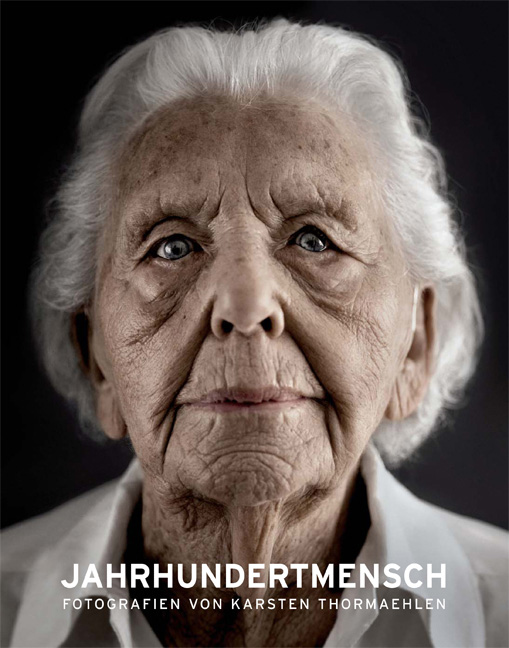
Karsten Thormaehlen: fotografie z cyklu Jahrhundertmensch (Stoletý člověk), 2008

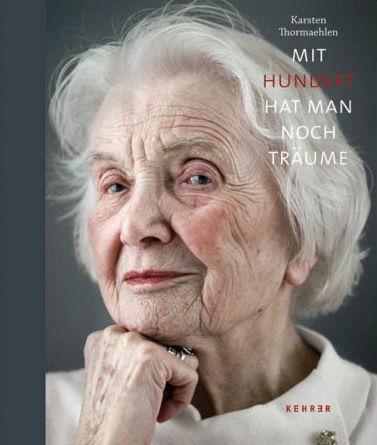
Nová edice cyklu Stoletý člověk, 2011

Portrét Sandry Mann, asi 2009

Karsten Thormaehlen (*1965 Bad Kreuznach) je německý fotograf, editor a kurátor žijící ve Frankfurtu nad Mohanem. Fotografuje portréty, reklamu a architekturu.

## Život a dílo
Thormaehlen vystudoval filozofii, umění a komunikační design v Mainzu a Wiesbadenu. Od roku 1993 do 1998 pracoval jako art director v New Yorku, kde s fotografy jako Peter Lindbergh, Jim Rakete a Fabrizio Ferri pracovali na reklamní kampani pro různé luxusní značky.
Jeho fotografická díla získala několikrát ocenění. Byla otištěna v řadě publikacích a knihách, vystavoval na výstavách doma i v zahraničí. Jeho díla jsou v soukromých sbírkách v Asii, Evropě, Austrálii a USA. Mezi jeho zákazníky patří například BMW, Bosch, JPMorgan, Messe Frankfurt, Samsung, Bogner, L'Oréal, Siemens nebo Wella.
Jeho výstava Jahrhundertmensch (Stoletý člověk) jej v roce 2008 proslavila také v Německu. V letech 2006-2008 navštěvoval a fotografoval lidi, kteří dosáhli sto let, v Berlíně, Postupimi a okolí.

## Výstavy
- 2010 "Jahrhundertmensch", Rathausgalerie, Jockel-Fuchs-Platz 1, Mainz (19. Juli bis 19. September 2010)
- 2010 "Jahrhundertmensch", Zollamtsaal/MMK, Domplatz 3, Frankfurt am Main (26. Juni bis 15. Juli 2010)
- 2009 "Jahrhundertmensch", Moonblinx Gallery, Meckel-Halle Sparkasse Freiburg,Kaiser-Joseph-Straße 186-190, Freiburg im Breisgau
- 2009 "Jahrhundertmensch", Stuttgart Rathaus, Marktplatz 1 (2. Juli bis 24. Juli 2009)
- 2009 "Jahrhundertmensch", Ulm Schwörhaus, Haus der Stadtgeschichte, Weinhof 12 (5. Juni bis 29. Juni 2009)
- 2009 "Jahrhundertmensch", Regierungspräsidium Karlsruhe (28. April 2009 bis 2. Juni 2009)
- 2009 "Jahrhundertmensch", Städtische Galerie Mennonitenkirche, Neuwied (6. Mai 2009 bis 28. Juni 2009)
- 2009 "Jahrhundertmensch", Hochgirgsklinik Davos, Schweiz
- 2008 "Jahrhundertmensch", Wiener Rathaus, Österreich
- 2008 "Facing Future", Frankfurt
- 2008 "Jahrhundertmensch", Universität St. Gallen, Schweiz
- 2008 "Jahrhundertmensch", Festspielhaus Bregenz, Österreich
- 2008 Sothebys und Dresdner Bank Benefizauktion, Stuttgart
- 2007 "Prepositions I", Altes Literaturhaus Frankfurt
- 2007 "Schaufenster", Galerie Momentum, Wien, Österreich
- 2006 "Wild", BFF-Junioren, Visual Galleries at PHOTOKINA '06, Katalog BFF
- 2005 "Hochglanz", Kunstverein Neckar-Odenwald, Buchen
- 2005 "The Nature of Skin", Kunsthaus Hamburg, Catalogue Dölling & Gallitz
- 2004 "Smart Living", Int. Kalenderschauen, Haus der Wirtschaft, Stuttgart
- 2004 "Gold", BFF-Junioren, Visual Galleries at PHOTOKINA '04, Katalog BFF